# ザ・ナイト・サイレン〜天空の美情
『ザ・ナイト・サイレン〜天空の美情』（The Night Siren）は、イギリスのギタリスト、スティーヴ・ハケットが2017年に発表したスタジオ・アルバム。

## 背景
ハケットのソロ・ワークとしては初のコンセプト・アルバムで、音楽を通じて多民族の融和を目指した内容である。ハケット自身は本作の方向性について「ある意味、音楽による国際連合さ」と説明している。
「荒廃した世へ」は難民を題材とした曲で、「希望の輝き」ではパレスチナ人の歌手とイスラエル人の歌手が共演している。「北極点から情景」は、自身のツアーでアイスランドに滞在した体験が反映された曲で、本作のジャケットには、アイスランドで撮影されたオーロラの写真が使用されている。また、「愛情と情熱」のイントロではフラメンコの奏法が取り入れられており、「インカの地にて」はペルーに滞在した体験にインスパイアされた曲である。
本作のレコーディングでは、中東のウード、中南米のチャランゴ、アイルランドのイリアン・パイプスを含む多数の民族楽器が使用された。
日本盤ボーナス・トラックのうち「アフター・ジ・オーディール」は、ジェネシス時代の楽曲の再録音で、オリジナル・ヴァージョンはアルバム『月影の騎士』（1973年）に収録されている。

## 反響
母国イギリスでは、2017年4月6日付の全英アルバムチャートで28位を記録したが、翌週にはチャート圏外に落ちた。ドイツのアルバム・チャートでは2週トップ100入りし、最高22位を記録。

## 収録曲
特記なき楽曲はスティーヴ・ハケットとジョー・ハケットの共作。
1. 荒廃した世へ "Behind the Smoke" (Steve Hackett, Jo Hackett, Roger King) - 6:57
2. 火星の海辺 "Martian Sea" (S. Hackett, R. King) - 4:40
3. 北極点から情景 "Fifty Miles from the North Pole" (S. Hackett, J. Hackett, Amanda Lehmann) - 7:08
4. エル・ニーニョの影 "El Niño" (S. Hackett, R. King) - 3:51
5. 障壁を超えて "Other Side of the Wall" - 4:00
6. 愛情と情熱 "Anything but Love" (S. Hackett) - 5:56
7. インカの地にて "Inca Terra" - 5:53
8. もう一つの人生 "In Another Life" (S. Hackett, J. Hackett, R. King, Troy Donockley) - 6:07
9. 夢幻の回廊 "In the Skeleton Gallery" - 5:09
10. 希望の輝き "West to East" - 5:14
11. 心の贈り物 "The Gift" (Leslie-Miriam Bennet, Benedict Fenner) - 2:43

### 日本盤ボーナス・トラック
1. アフター・ジ・オーディール "After the Ordeal" (S. Hackett, Peter Gabriel, Mike Rutherford, Tony Banks, Phil Collins) - 2:02
2. 真夏の夜のジャズ "Jazz on a Summer's Night" (S. Hackett) - 4:01

## 参加ミュージシャン
- スティーヴ・ハケット - ギター、ボーカル、ウード、チャランゴ、シタール・ギター、ハーモニカ
- ロジャー・キング - キーボード、プログラミング
- ベネディクト・フェナー - キーボード、プログラミング (on #11)
- レスリー=ミリアム・ベネット - キーボード (on #11)
- ジョン・ハケット - フルート (on #2, #10, #12, #13)
- ロブ・タウンゼント - フルート、サクソフォーン、フラジオレット、ケーナ、ドゥドゥク、バスクラリネット (#1, #4, #7, #9, #12, #13)
- アマンダ・リーマン - ボーカル (on #1, #2, #3, #6, #7, #8, #9, #10)
- ナッド・シルヴァン - ボーカル (on #7)
- ミラ・アワド（英語版） - ボーカル (on #10)
- コビ・ファーヒ（英語版） - ボーカル (on #10)
- ジョー・ハケット - ボーカル (on #10)
- ディック・ドライヴァー - ダブル・ベース (on #3, #4, #5, #7)
- ニック・ディヴァージリオ - ドラムス (on #2)
- ゲイリー・オトゥール - ドラムス (on #3, #4, #10)
- Gulli Briem - ドラムス、カホン、パーカッション (on #7, #9)
- Malik Mansurov - タール (on #1)
- Sara Kovács - ディジュリドゥ (on #3)
- Ferenc Kovács - トランペット (on #3)
- トロイ・ドノクリー - イリアン・パイプス (on #8)
- クリスティン・タウンゼント - ヴァイオリン、ヴィオラ (on #3, #4, #5, #7, #9, #10)